# Kew Railway Bridge
Kew Railway Bridge je ocelový příhradový most, který překonává Temži mezi londýnskými částmi Richmond a Chiswick. Slouží pro potřeby londýnské příměstské dopravy.
Most je využíván systémem London Overground, v rámci kterého se nachází na lince North London Line mezi stanicemi Kew Gardens a Gunnersbury a od 1. ledna 1877 linkou District londýnského metra. Most navrhl architekt W. R. Galbraith. Zbudován byl v letech 1864 až 1869 jako součást rozšíření železniční tratě North and South Western Junction Railway do Richmondu. Celková délka mostu je 175 m a každé z pěti polí je 35 m dlouhé. Výška mostu nad hladinou Temže při nízkém přílivu je 10, 9 m.
V blízkosti mostu se z richmondské strany Temže nachází britský národní archiv The National Archives.